# Mahin
Mahin (Thai: พระมหินทร์, vollständiger Name: Somdet Phra Mahintharathirat – Thai: สมเด็จพระมหินทราธิราช) war von Januar 1569 bis August 1569 (C.S. 930–931) der 18. König des siamesischen Königreiches von Ayutthaya.

## Leben
Als König Maha Chakkraphat während einer Belagerung der Hauptstadt Ayutthaya durch die Armee des birmanischen Königs Bayinnaung nach einer kurzen aber schweren Krankheit Ende Januar 1569 starb, wurde sein Sohn Mahin zum König gekrönt. Bei der Krönung war er 27 Jahre alt. Er war unfähig und auch nicht daran interessiert, die Stadt gegen die Birmanen zu verteidigen, er überließ dies seinen Ministern. Während der Trockenzeit begnügten sich zunächst beide Seiten damit, sich gegenseitig zu beschießen. Als die Regenzeit begann, versuchten die Birmanen, Dämme über die Flüsse anzulegen, die die Stadt umgaben. Historiker sind sich einig, dass mit einer geeigneten Führung Ayutthaya noch gut ein Jahr hätte standhalten können. Durch Verrat konnte die Stadt schließlich am 8. August 1569 eingenommen werden. Der Chronist Jeremias Van Vliet (ein Kaufmann der VOC, der von 1633 bis 1642 in Ayutthaya lebte) beschreibt später in seiner „Kurzen Geschichte der Könige von Siam“, wie der König noch einen Hahnenkampf beobachtete, während die Birmanen bereits den Palast stürmten.
König Bayinnaung setzte Maha Thammaracha als neuen Vasallen-König ein. Den 13-jährigen Sohn des neuen Königs, Prinz Naresuan, nahm er als Geisel mit zurück nach Hongsawadi (das heutige Pegu). Mahin wurde ebenfalls zusammen mit anderen Kriegsgefangenen nach Birma verschleppt. Er soll auf dem Weg dorthin verstorben sein.